# Histoire de la Guinée équatoriale
L'histoire de la Guinée équatoriale (population estimée à 1,4 million d'habitants en 2020) avant la colonisation est mal connue.

## De 500c à 1500c: période précoloniale
L'existence d'entités politiques est cependant attestée, comme l'empire d'Oyo (yoruba) et les villes-États des clans Fang sur la partie continentale, le royaume Benga sur l'île de Corisco, et le royaume Bubi sur l'île de Bioko.
- Histoire et relations interethniques des Bubis et des Fang (es)

## Période coloniale portugaise (avec intermède néerlandais) (1471-1778)
Les navigateurs portugais sont les premiers Européens à explorer le golfe de Guinée : en 1471, Fernando Pó relève l'emplacement de l'île de Bioko, pendant qu'il recherche la route des Indes. Vers 1493, Jean II le Parfait, roi de Portugal, s'autoproclame Seigneur de Guinée et Seigneur de Corisco. Les Portugais commencent à coloniser les îles de Bioko (alors appelée Fernando Póo, du nom de son découvreur), de Pagalu (alors appelée Annobón) et de Corisco ; elles servent de comptoirs pour le trafic d'esclaves.
En 1641, la Compagnie néerlandaise des Indes orientales s'installe sans l'accord du Portugal sur l'île de Bioko, et en fait le centre du trafic d'esclaves dans le golfe de Guinée. Les Portugais ne se manifestent à nouveau sur l'île qu'en 1648, et remplacent la compagnie néerlandaise par la Compagnie de Corisco, qui se consacre aux mêmes activités. Ils construisent l'un des premiers bâtiments européens de l'île, le fort de Punta Joko. Le Portugal, qui se fournit auprès de certains royaumes côtiers pratiquant déjà l'esclavage, revend des esclaves à la France, à l'Espagne et à l'Angleterre.
Les îles restent aux mains des Portugais jusqu'en mars 1778, quand elles sont cédées à l'Espagne lors du traité d'El Pardo. L'Espagne obtient également à cette occasion les droits de libre commerce sur la côté du golfe de Guinée entre le Niger et l'Ogooué, en échange de la colonie de Sacramento. La Guinée équatoriale fait dès lors partie de la vice-royauté du Río de la Plata, jusqu'à ce que celui-ci disparaisse avec les indépendances américaines, en 1810.

## Période coloniale espagnole (1778-1968)

L'Afrique équatoriale espagnole.

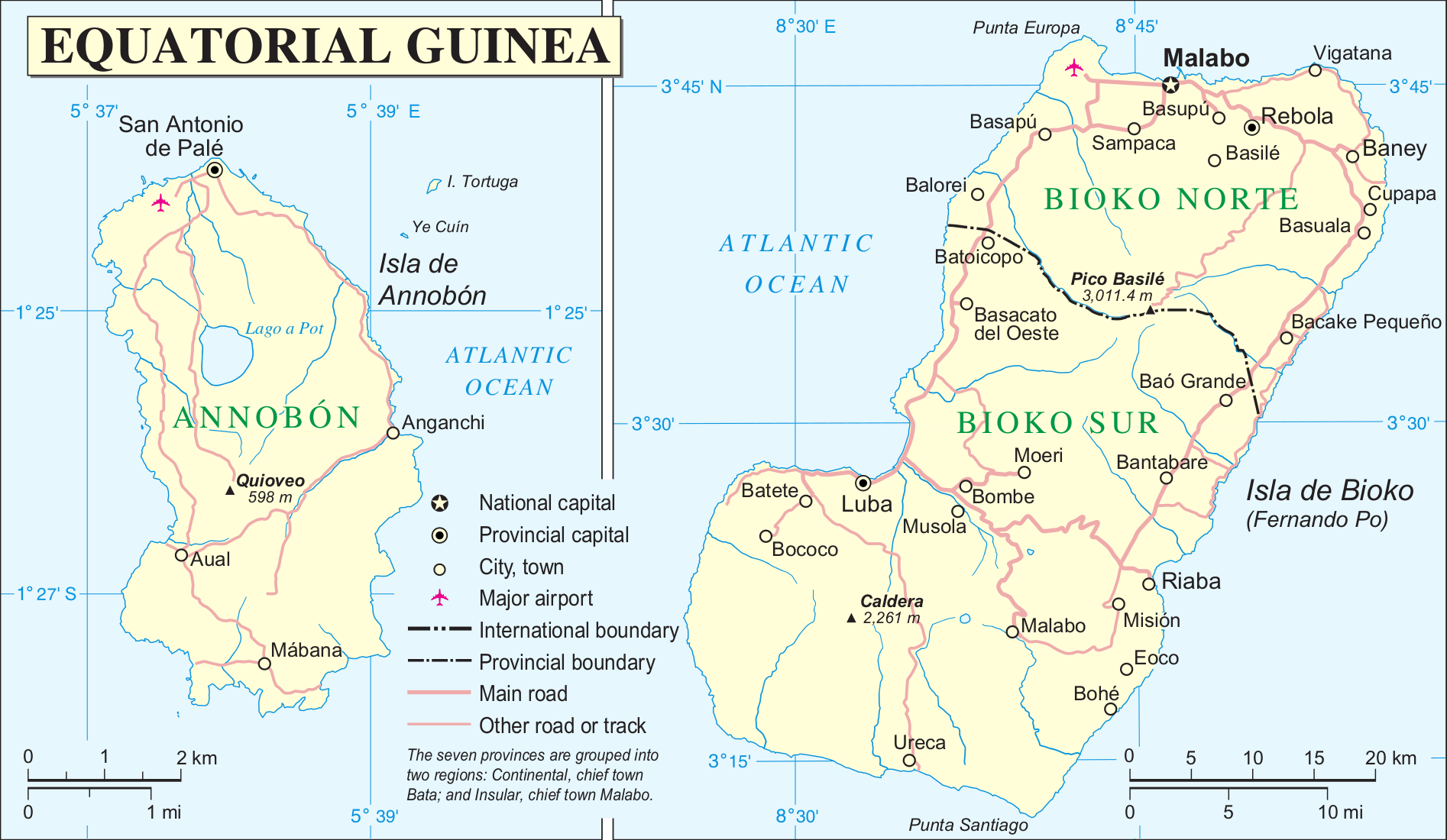
Les îles d'Annobón et de Bioko, qui composent majoritairement la région insulaire de Guinée équatoriale, les deux îles n'étant pas ici représentées selon la même échelle.

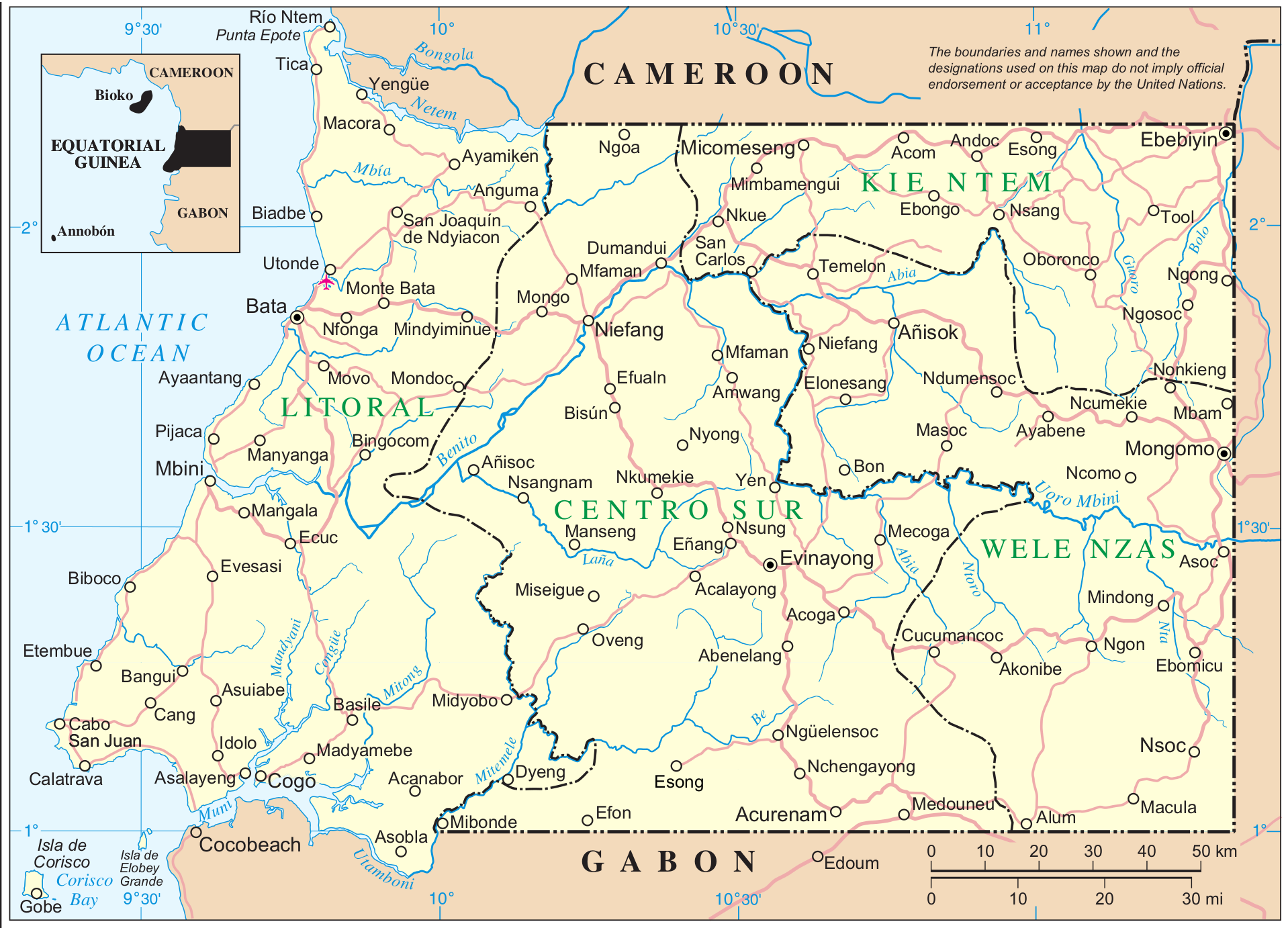
La région continentale de Guinée équatoriale, entre le golfe de Guinée à l'ouest, le Cameroun au nord, le Gabon à l'est et au sud.

L'Administration espagnole 1901-1968.

### De l'implantation espagnole à l'unification administrative
Le 17 avril 1778, le comte d'Arjelejo débarque sur l'île de Bioko pour prendre possession des territoires du golfe de Guinée au nom de l'Espagne, mais il y meurt quatre mois plus tard. Le second gouverneur est Joaquín Primo de Rivera y Pérez de Acal (es) (1734-1800), du 14 novembre 1778 au 30 octobre 1780. L'Espagne renonce alors à intervenir sur ce territoire ; le centre administratif de Concepción est abandonné. Les Britanniques occupent l'île de Bioko entre 1827 et 1832 pour lutter contre le trafic d'esclaves. Ils fondent Port Clarence - que les Espagnols appellent par la suite Santa Isabel, et qui est aujourd'hui Malabo, capitale de la Guinée équatoriale. Ils reviennent dans la région en 1840, après avoir proposé en vain d'acheter l'île à l'Espagne. En mars 1843, une expédition commandée par Juan José Lerena y Barry hisse le drapeau espagnol à Santa Isabel pour réaffirmer les droits de son pays sur ce territoire.
Le 13 septembre 1845, une ordonnance de la reine d'Espagne Isabelle II autorise les Noirs et les mulâtres de Cuba qui le désirent à venir s'installer en Guinée équatoriale. En 1858, après une période de troubles intérieurs, Carlos de Chacón y Michelena arrive pour exercer la charge de gouverneur. Il prend parti dans les querelles des indigènes en nommant lieutenant-gouverneur de Corisco le roi des Bengas, Munga I, rival de Bonkoro II ; une garnison espagnole est présente sur l'île de Corisco entre 1859 et 1875 – elle est ensuite transférée sur l'île d'Elobey Chico. Dans le cadre de cette politique interventionniste, le gouverneur Ayllón désigne en 1864 un roi pour l'île d'Elobey Grande : Bodumba. Entre-temps, le 20 juin 1861, une ordonnance royale a fait de l'île de Bioko un presidio espagnol ; en octobre 1861, une autre ordonnance prévoit qu'en l'absence de volontaires cubains pour émigrer en Guinée, 260 Noirs sont déportés.
En 1875 et 1884, deux expéditions explorent la région ; commandées par Manuel Iradier y Bulfy, elles sont également destinées à mater le soulèvement de certaines villes-États des Fang. Les représentants du gouvernement espagnol sont en étroites relations avec les rois de Bioko : Moka, qui parvient à unifier les clans Bubis, ses successeurs Sas Ebuera (1899-1904) et Malabo, qui règne jusqu'en 1937. Il est alors emprisonné par les autorités coloniales. La portion continentale du territoire, le Río Muni, devient en 1885 un protectorat, puis une colonie en 1900 – à cette date, un traité signé à Paris fixe les limites du territoire sur lequel la souveraineté espagnole est reconnue par les autres puissances européennes.
- Traité de San Ildefonso (1777)
- Traité d'El Pardo (1778)
- Gobernación de Fernando Poo y Annobón (es) (1778-1827)
- Occupation britannique de Fernando Poo (es) (1827-1843)
- Gouverneurs de la Guinée espagnole (es)
- Garde coloniale des territoires espagnols du Golfe de Guinée (es)

La région continentale est plus connue comme Río Muni, ou Mbini.
La région insulaire de la Guinée équatoriale a une histoire particulière :
- île de Bioko : Bioko-Norte, Bioko-Sur, Fernando Poo ;
- île de Corisco : accords de 1843 avec le peuple Benga ; Elobey, Annobón et Corisco ;
- Histoire de l'île d'Annobón.

### De la colonie de Guinée espagnole à l'indépendance (1926-1968)
- Guinée espagnole

Les territoires insulaires et continentaux sont réunis en 1926 sous le nom de colonie de Guinée espagnole. Les royaumes tribaux s'effondrent, tandis que l'administration coloniale renforce son autorité. L'Espagne n'accorde pas autant d'intérêt à ses possessions africaines que les autres puissances coloniales ; elle développe cependant de grandes plantations de cacao sur l'île de Bioko, dans lesquelles travaillent des ouvriers agricoles nigérians. Au moment de la guerre civile espagnole, la Guinée espagnole reste dans le camp républicain jusqu'à ce que les nationalistes s'en emparent en septembre 1936.
En 1959, les territoires espagnols du golfe de Guinée acquièrent le statut de province espagnole d'outre-mer, semblable à celui des provinces de métropole. La loi du 30 juillet 1959 leur donne la dénomination officielle de Région équatoriale espagnole – région qui est divisée en deux provinces : Fernando Poo et Río Muni ; elle est administrée par un gouverneur général qui exerce tous les pouvoirs civils et militaires.
Le 15 décembre 1963, le gouvernement espagnol soumet à référendum un projet d'autonomie approuvé à une écrasante majorité. Les territoires adoptent donc le nom de Guinée équatoriale, la nouvelle entité est dotée d'une Assemblée générale, d'un Conseil de gouvernement et d'un Commissaire général, avec des organes particuliers pour chaque province. Le Commissaire général nommé par le gouvernement dispose de pouvoirs étendus, mais l'Assemblée générale de Guinée équatoriale a l'initiative des lois et des règlements.
En novembre 1965, la IVe Commission de l'Assemblée générale des Nations unies approuve un projet de résolution dans lequel il est demandé à l'Espagne de fixer aussi tôt que possible une date pour l'indépendance de la Guinée équatoriale. En décembre 1966, le Conseil des ministres se met d'accord sur l'organisation d'une Conférence constitutionnelle. Cette Conférence s'ouvre en octobre 1967 ; elle est présidée par Fernando María Castiella, ministre des Affaires étrangères. Federico Ngomo (es) (1920-1971) est à la tête de la délégation guinéenne.

## Guinée équatoriale indépendante (1968)

### Proclamation de l'indépendance
En mars 1968, sous la pression des Nations unies et des nationalistes guinéens, l'Espagne annonce qu'elle s'apprête à accorder son indépendance à la Guinée équatoriale. Une convention constituante rédige une loi électorale et un projet de constitution. Après la fin de la deuxième phase de la Conférence constitutionnelle (qui a eu lieu du 17 avril au 22 juin 1968), la population est consultée par référendum le 11 août 1968 pour l'adoption d'une constitution, sous la surveillance d'observateurs des Nations unies. 63 % des votants approuvent le projet rédigé par la convention constituante, qui prévoit la formation d'un gouvernement, d'élection d'une Assemblée générale, ainsi que la création d'un Tribunal suprême dont les membres sont nommés par le président, élu au suffrage universel.
Le 22 septembre ont lieu les premières élections présidentielles. Aucun candidat n'obtient la majorité absolue au premier tour. Le second tour oppose Bonifacio Ondo Edu à Francisco Macías Nguema ; c'est ce dernier qui l'emporte. Il est soutenu par différents mouvements nationalistes, l'IPGE (Idée populaire de la Guinée équatoriale), fraction du MONALIGE (Mouvement nationaliste de libération de Guinée équatoriale) et le MUNGE (Mouvement d'union nationale de Guinée équatoriale). L'indépendance est officiellement proclamée le 12 octobre 1968. Le nouvel État prend le nom de République de Guinée équatoriale, et devient le 126e membre de l'Organisation des Nations unies. Les troupes espagnoles présentes au Río Muni rembarquent le 28 mars 1969, et quittent l'île de Bioko le 5 avril.

### Dictature du président à vie Francisco Macías Nguema (1968-1979)

Drapeau de la Guinée équatoriale pendant la dictature de Macías, de 1973 à 1979.

- Président à vie, Francisco Macías Nguema (1924-1979) concentre rapidement tous les pouvoirs, et établit en juillet 1970 un régime de parti unique reposant sur le PUNT (Parti unique national des travailleurs) ; en mai 1971, une grande partie de la constitution est abrogée, et en juillet de l'année suivante, il s'autoproclame président à vie. En 1973, il promulgue une nouvelle constitution, qui crée un État unitaire, abolissant le statut antérieur de fédération entre Fernando Poo et Río Muni. Macías mène une répression implacable contre ses opposants politiques, dont le bilan est d'environ 50 000 morts et disparus, 40 000 personnes condamnées aux travaux forcés, et plus de 100 000 exilés.

Sous son régime, l'État limite son action au maintien de la sécurité intérieure. En raison des vols, des dégradations et du manque d'entretien, les infrastructures du pays (lignes électriques, canalisations d'eau, routes, hôpitaux, ...) se détériorent gravement. Le culte catholique est interdit à partir de juin 1978 ; la plus grande partie des établissements d'enseignement sont fermés en 1975. Des ouvriers agricoles nigérians employés dans les plantations de cacao de Bioko fuient début 1976. L'économie de la Guinée équatoriale s'effondre ; les citoyens les plus qualifiés et les étrangers quittent le pays.
Macías Nguema met en œuvre une politique d'« africanisation » des toponymes : la capitale, Santa Isabel, devient Malabo, l'île de Fernando Poo est rebaptisée Masie Nguema Biyogo, d'après le nom « africanisé » du dictateur, Annobón devient Pagalu.
Lâché par les Espagnols, qui font leur possible pour le renverser (un coup d’État mené dès août 1969 échoue), Macías utilise le contexte de la guerre froide et trouve des soutiens auprès de Cuba, de l'Union des républiques socialistes soviétiques (URSS) et de la Corée du Nord. Des forces soviétiques s'installent notamment sur l'île de Bioko. De là, ils aident et font parvenir des armes au Mouvement populaire de libération de l'Angola (MPLA).

### Présidences Teodoro Obiang (1979-présent)
Le 3 août 1979, Macías est renversé par un coup d'État, à l'instigation de son neveu, le colonel Teodoro Obiang Nguema Mbasogo (1942-), ancien chef de la prison de Black Beach. L'ancien dictateur est jugé et exécuté, tandis que se constitue un Conseil suprême militaire présidé par Obiang. Les îles sont renommées Bioko et Annobón. Le nouveau régime se trouve dans des conditions difficiles : les caisses de l'État sont vides et la population est inférieure des deux-tiers à ce qu'elle était lors de l'indépendance.
En juillet 1982, le Conseil suprême militaire nomme Teodoro Obiang président de la République pour une période de sept ans ; dans le même temps, une nouvelle constitution (la troisième de l'histoire du pays) est promulguée après avoir été approuvée par référendum le 15 août. Le Conseil suprême militaire s'autodissout en octobre 1982. Peu après, en 1984, la Guinée équatoriale adhère à la Communauté économique et monétaire de l'Afrique centrale (CEMAC), et adopte le franc CFA. Des élections législatives à liste unique ont lieu en 1983 et 1988. En 1987, Obiang annonce la formation du Parti démocratique de Guinée équatoriale (PDGE), dans la perspective de l'élection présidentielle de 1989. Candidat unique lors de ce scrutin, il est réélu ; la profonde crise économique que traverse le pays se poursuit. Mais le pays, jusqu'alors sans grandes ressources, bénéficie de la découverte de pétrole dans les eaux territoriales au début des années 1990.
En 1991 se produit une ébauche de démocratisation, exigée notamment par l'Espagne et la France comme condition de leur aide économique. Au mois de novembre, une nouvelle constitution est adoptée, qui met en place un système de représentation parlementaire pour les partis politiques. Le multipartisme prévu dans cette nouvelle constitution est instauré début janvier 1992. De nombreux opposants politiques rentrent au pays, beaucoup sont arrêtés et emprisonnés par Obiang dans les semaines qui suivent.
Quelques mois plus tard, à l'occasion des élections législatives, dix des quatorze partis désireux de participer au scrutin sont interdits, et l'abstention approche les 80 %. Les résultats officiels donnent vainqueur le Parti démocratique de Guinée équatoriale (PDGE, ex-parti unique), et Obiang reste donc chef de l'État.
Après ces élections, aucune démocratisation ne se produit ; Severo Moto Nsá, l'une des principales personnalités de l'opposition, est emprisonné et accusé de corruption. Amancio Nsé, candidat de la Plateforme d'opposition unie (Plataforma de Oposición Conjunta, POC), se voit interdire de participer à l'élection présidentielle de 1996 ; Teodoro Obiang est à nouveau élu, avec 98 % des suffrages exprimés. Le contexte et les résultats électoraux sont similiaires en 2003, 2009 et 2016. Le maintien au pouvoir de Teodoro Obiang sur quarante ans de 1979 à 2019, constitue un record de longévité politique, hors régime monarchique,.
Le 19 mai 2025, La cour de la justice internationale donne sa décision, que le titre légal sur les îles Mbanié, une île d’une trentaine d’hectares, et deux îlots plus petits, Cocotiers et Conga. était détenu par l’Espagne, qui l’a ensuite transmis à la Guinée équatoriale lorsque celle-ci est devenue indépendante en 1968, et non au Gabon.

### Galerie de personnalités politiques
Présidence :

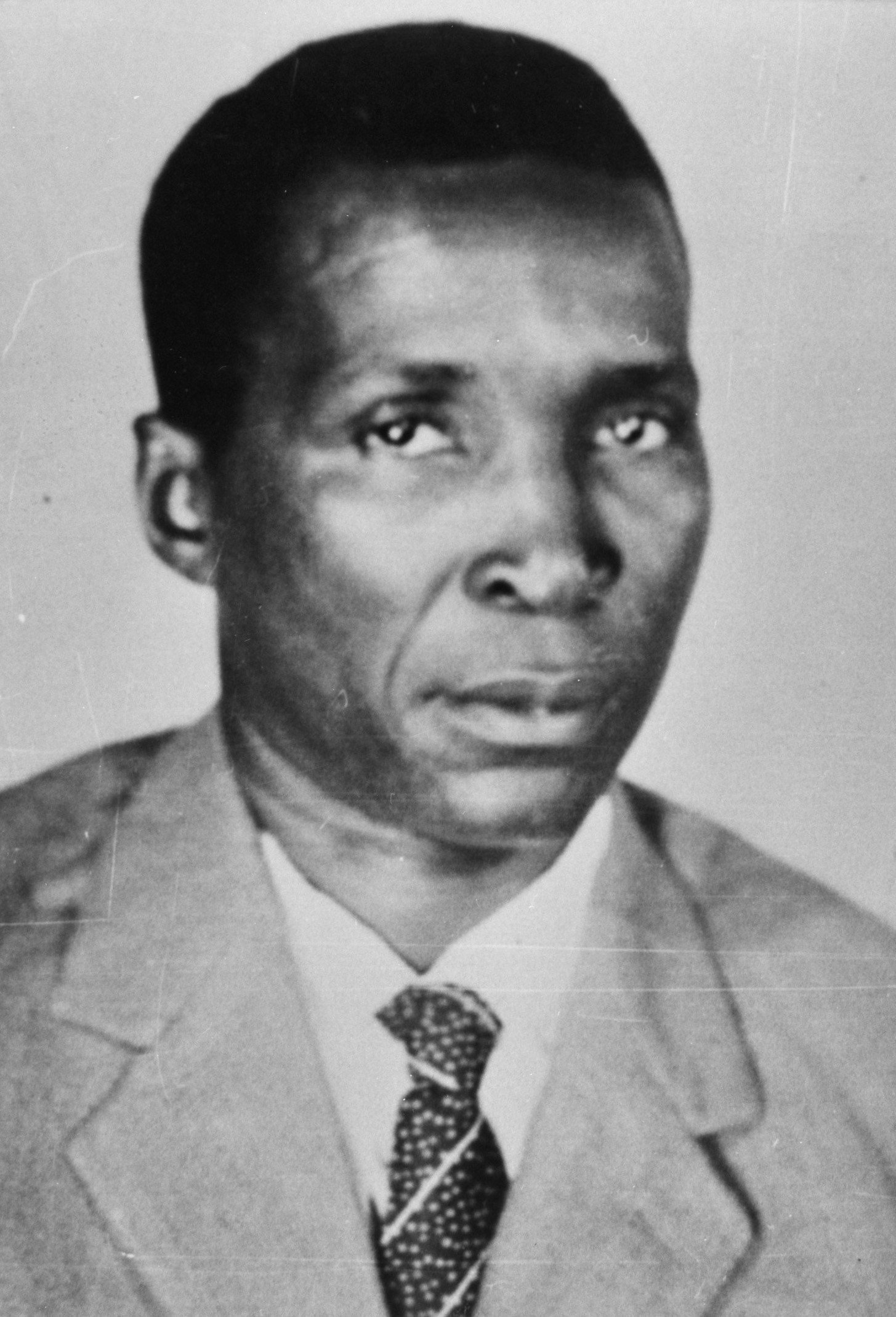
Francisco Macías Nguema 1968-1979
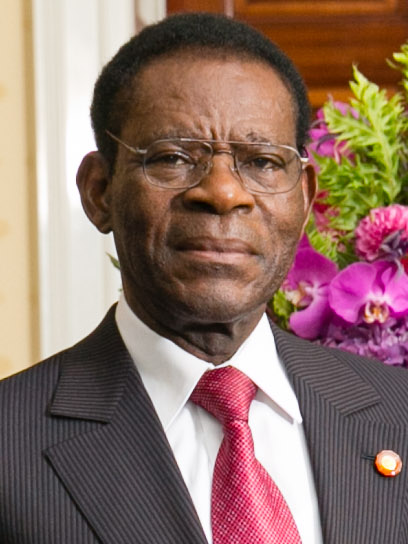
Teodoro Obiang Nguema Mbasogo 1979-présent

Gouvernance :

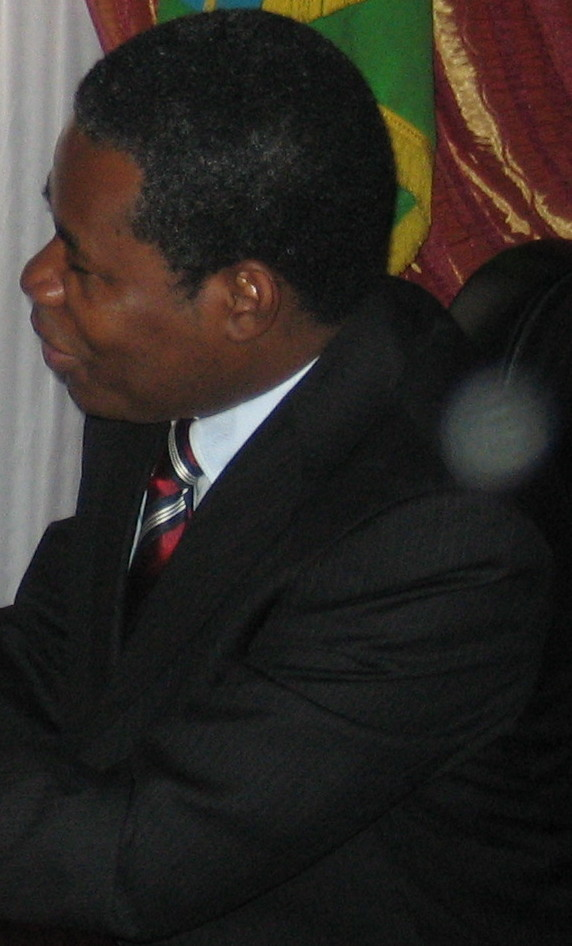
Ricardo Mangue Obama Nfubea 2006-2008
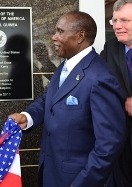
Ignacio Milam Tang 2008-2012
Vicente Ehate Tomi 2012-2016
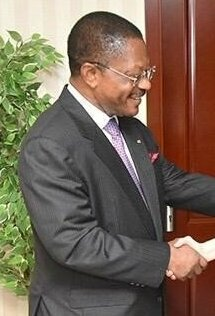
Francisco Pascual Obama Asue 2016-2023
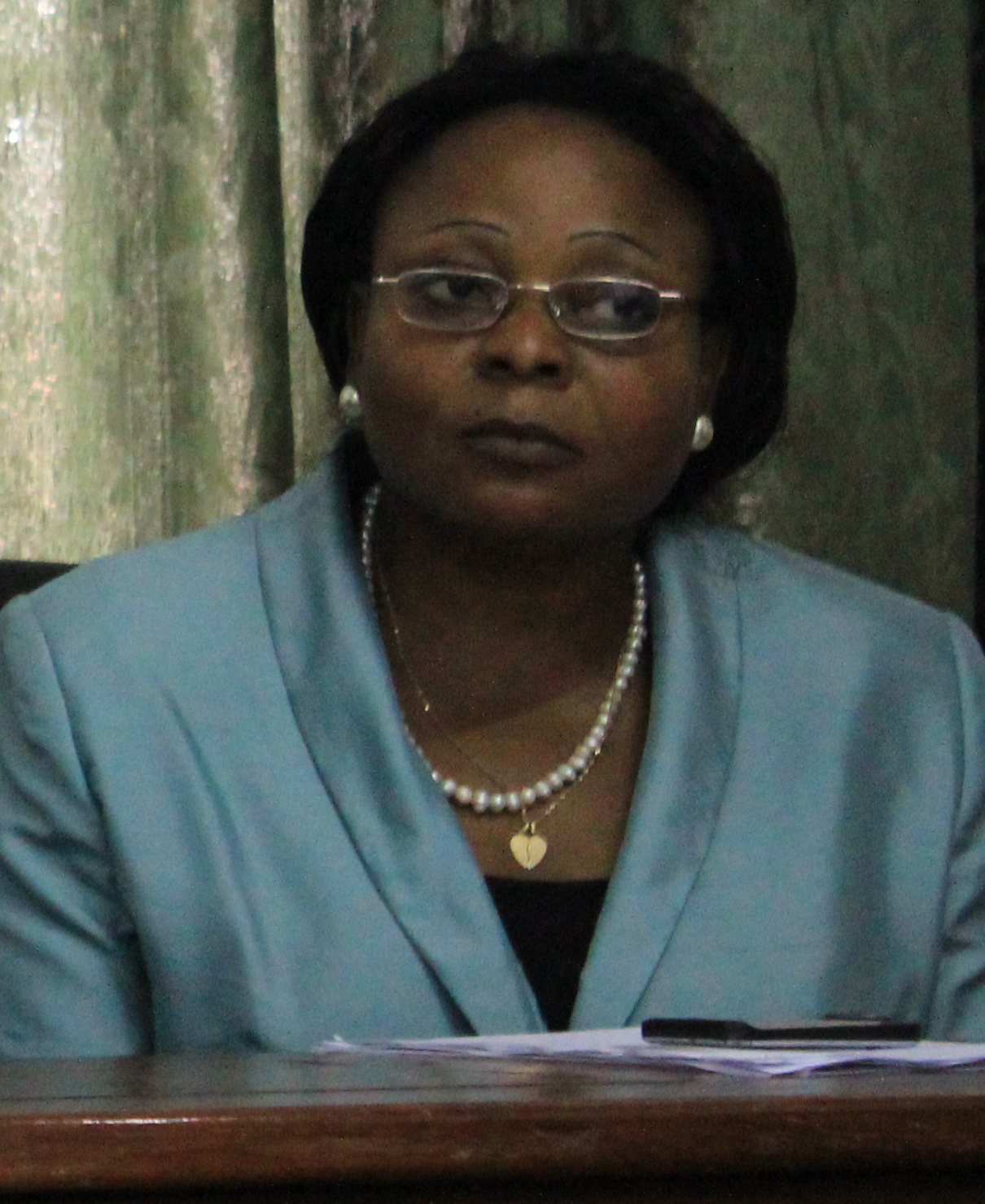
Manuela Roka Botey 2023-2024

#### 1471c-1968c: période coloniale
- Exploration européenne de l'Afrique, Fernando Pó (navigateur-explorateur portugais)
- Compagnies européennes fondées au XVIIe siècle, dont la Compagnie néerlandaise des Indes orientales (1602-1699)
- Esclavage en Afrique (pré-européen), traites négrières, commerce triangulaire
- Confederación Aro (es) (1690-1902)
- Traité de Paris (1900)
- Guinée espagnole (1926-1968), Afrique espagnole, Provinces espagnoles en Afrique (es), Empire espagnol
- Prison de Black Beach (Malabo)
- Africanismo español (es)
- Soulèvement militaire de 1936 en Guinée &quatoriale (es)
- Opération Postmaster (1942)

#### Depuis 1968
- Politique en Guinée équatoriale
- Constitution de la Guinée équatoriale
- Liste des présidents de la Guinée équatoriale
- Liste des Premiers ministres de Guinée équatoriale
- Coup d'État de 1979 en Guinée équatoriale
- Révolte Bubi de 1998 (es) (île de Bioko)
- Tentative de coup d'État de 2004 en Guinée équatoriale